# Agnieszka Kłosová

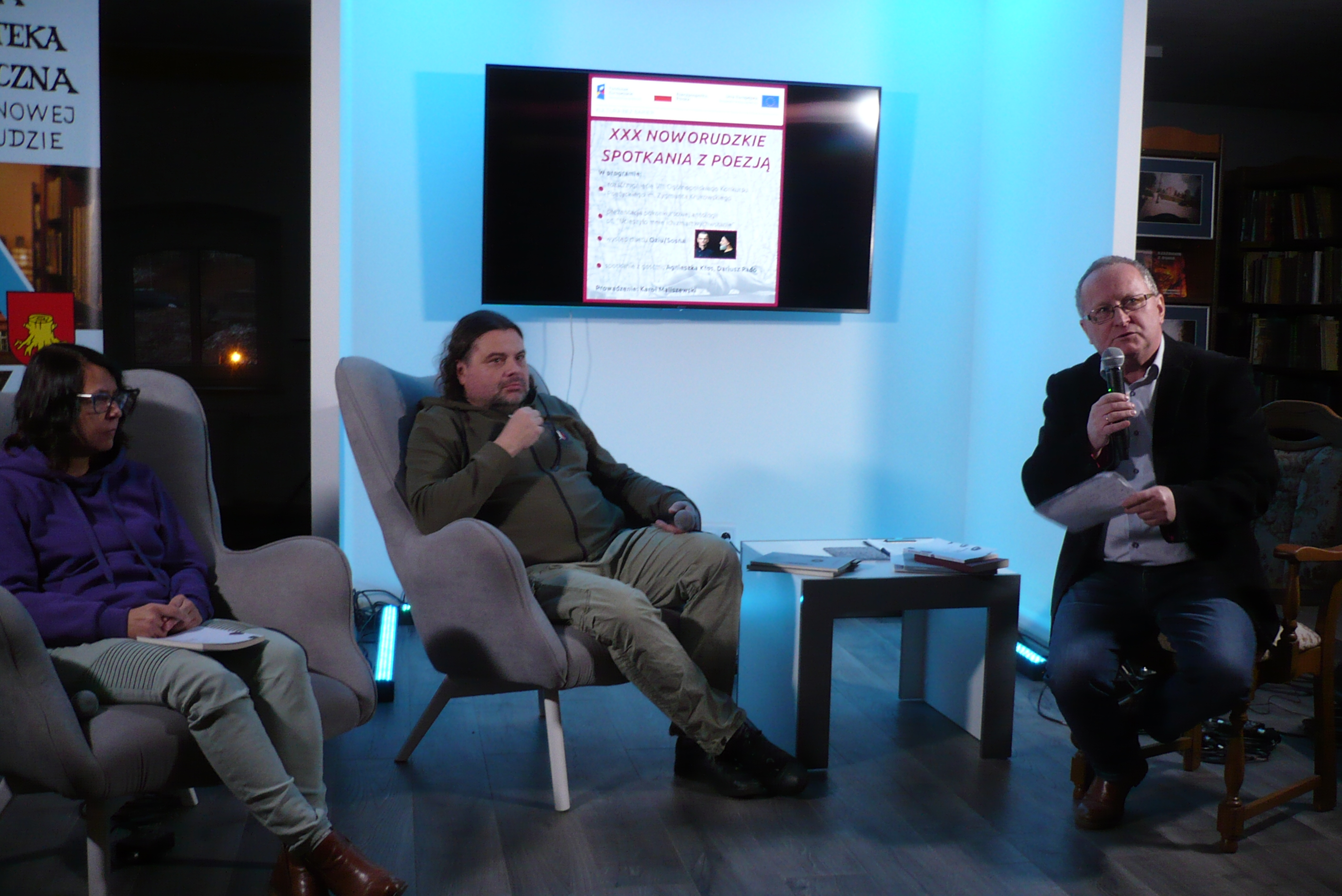
Agnieszka Kłosová, Dariusz Pado a Karol Maliszewski, XXX Noworudské setkání s poezií, 2022

Agnieszka Kłosová (nepřechýleně Agnieszka Kłos; * 1970–1980, Poznaň) je polská spisovatelka, umělecká kritička a fotografka.

## Životopis
Narodila se v Poznani v 70. letech 20. století, studovala na Filologické fakultě Univerzity ve Vratislavi a na Fakultě dějin umění téže univerzity dějiny umění a uměleckou fotografii. Přednáší na katedře zprostředkování umění a na katedře grafiky a mediálního umění Akademie výtvarných umění ve Vratislavi a je také novinářkou, fotografkou a uměleckou kritičkou. Dvakrát dostala stipendium ministra kultury a národního dědictví v oboru literatura a divadlo. Stala se doktorandkou v Centru německých a evropských studií Willyho Brandta z Wrocławské univerzity a prof. Ewy Domańské na univerzitě Adam Mickiewicz v Poznani. Od ledna 2018 získala titul doktor historických věd obhájený na Historickém ústavu Vratislavské univerzity pod vedením prof. Domańské a prof. Krzysztofa Ruchniewicze (ředitel Willy Brandt CSNiE, Wrocławské univerzity) dílo s názvem „Vitalita mrtvých prostor Auschwitz-Birkenau“. Pracuje také jako redaktorka kulturního časopisu Rita Baum. Její příběhy byly přeloženy do srbštiny, němčiny a angličtiny . Její sbírka povídek Gry w Birkenau (2015) byla v roce 2016 nominována na Literární cenu Witolda Gombrowicze.
Aktivně přispívá ke kulturnímu životu ve Vratislavi, kde žije. Je kurátorkou historického projektu "Breslau cv" a sociální kampaně určené vězňům „Książka za kraty”.

## Tvorba
- Całkowity koszt wszystkiego (Celkové náklady na všechno, 2008)
- Antologia współczesnych polskich opowiadań (Antologie současných polských povídek antologie; spolu s Krystyną Sakowicz, Arturem Danielem Liskowackim, Grzegorzem Strumykiem ad., 2011)
- Antologia współczesnych polskich opowiadań (Antologie současných polských povídek antologie; spolu s: Olgierdem Kajakiem, Joanną Lech, Piotrem Michałowskim ad., 2014)
- Gry w Birkenau (Hry v Birkenau, 2015)
- Wyższa czułość (Vyšší citlivost, 2020)
- Ciało poetyckie (Poetické tělo, 2022)